# Lokve (Serbia)
Lokve (cyr. Локве) – wieś w Serbii, w Wojwodinie, w okręgu południowobanackim, w gminie Alibunar. W 2011 roku liczyła 1772 mieszkańców.